# Frederik Julius Meier
Frederik Julius Meier (født 5. februar 1835 i København, død 6. november 1898 på Frederiksberg) var en dansk kunsthistoriker. 
Som søn af en militær blev han 1848 landkadet, men forlod hurtigt militæretaten og ernærede sig derefter ved undervisning samtidigt med at forberede sig til skolelærereksamen, som han bestod 1856 ved Ranum Seminarium. Efter at være ansat som lærer og inspektør ved Aalborg Borgerskole blev han student 1861 og var siden i en årrække lærer ved Københavns Kommuneskoler. Han tog imidlertid magisterkonferens i historie 1872 og erhvervede 1877 den filosofiske doktorgrad ved sit skrift om Johannes Wiedewelt. Senere udgav han de for sin tid fortjenstfulde, nu forældede bøger om Fredensborg (1880), Marmorkirken (1883) og Frederiksberg Slot (1896), i hvilket sidste han kun nåede at udgive slottets ældre historie, idet døden afbrød hans arbejde. Han har desuden i forskellige tidsskrifter meddelt mange værdifulde historiske, kulturhistoriske og kunstindustrielle afhandlinger. Fra hans hyppige og lange rejser i udlandet har han givet livfulde og interessante skildringer i Nationaltidende. 